# 张千一 (建筑风水)
张千一（1977年-—），男 汉族，华东交通大学教师、民主党派：九三学社。 
东南大学文化产业研究所副教授，建筑风水研环境究员，建筑环境文化研究员， ，中国建筑风水学会筹备会长（文化产业研究所 ），南昌航空大学、华东交通大学建筑环境艺术教师，剑桥大学中国建筑文化邀访学者。